# Litotrissia extracorporea a onde d'urto
La litotrissia (o litotripsia) extracorporea a onde d'urto, in sigla ESWL dall'inglese Extracorporeal shock wave lithotripsy, è una tecnica non invasiva per la rimozione dei calcoli. La maggior parte delle procedure ESWL viene effettuata per trattare la calcolosi delle vie urinarie ma è stata applicata e sperimentata anche per altre calcolosi: biliare, pancreatica, salivare. L'ESWL comporta l'impiego di una macchina, detta litotritore in grado di creare alte pressioni acustiche, normalmente in forma impulsiva come onde d'urto, che applicate dall'esterno, si focalizzano sui calcoli all'interno del corpo umano, frantumandoli.

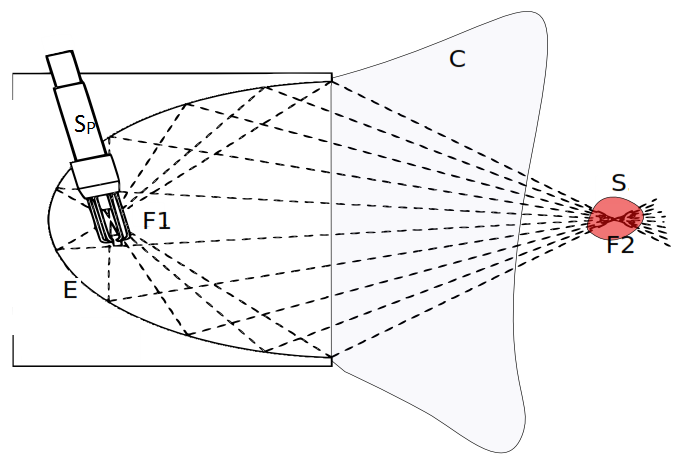
Litotritore elettroidraulico-principio di funzionamento
S=calcolo, Sp:elettrodo scintillatore, C:cuscino d'acqua, E:riflettore ellissoidale

## Storia
L'impulso per questa invenzione è venuto da ricerche in ambito militare sugli effetti delle onde d'urto sulle ali dei caccia Starfighter quando volavano a velocità supersonica nella pioggia, e sui danni agli organi interni (fegato) di chi nuotava in acque dove esplodevano bombe di profondità.
Si era constatato che l'onde d'urto non producevano danni visibili superficialmente e i danni si concentravano nelle interfacce con elevate impedenze acustiche. L'idea di distruggere i calcoli urinari con onde d'urto fu discussa, nel 1971, in un simposio della Physical Society tedesca dove vennero valutati i risultati di alcuni test in vitro. Nel 1974 il Ministero Federale per la Ricerca e la Tecnologia stanziò un adeguato fondo per finanziare le ricerche di un gruppo di lavoro composto dall'Istituto universitario di Ricerca Chirurgica di Monaco di Baviera e il costruttore di aerei Dornier GmbH. 
Il primo trattamento sull'uomo fu condotto con il prototipo Dornier HM1 (HM sta per Human Model) da Chaussy e Schmiedt nel 1980.
Dopo essere stata presentata, con la commercializzazione del modello Dornier HM3, la metodica è stata ampiamente e rapidamente accettata come trattamento non invasivo delle calcolosi, soprattutto delle vie urinarie..

## Indicazioni

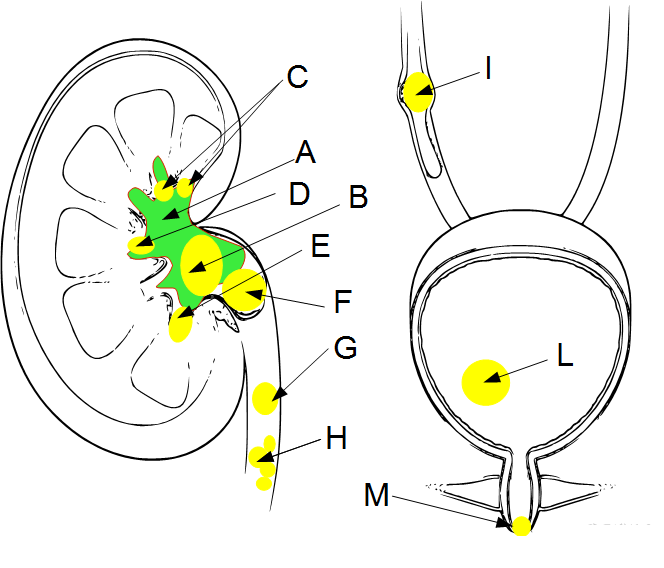
Classificazione dei calcoli delle vie urinarie per posizione e forma.
A-(verde) a stampo, coralliforme o a corna di cervo, staghorn B-pielico C-caliciali superiori D-caliciale mediano E- caliciale inferiore F- pieloureterale G- ureterale superiore o prossimale H- impilamento, steinstrasse I- ureterale mediano o inferiore o distale L-vescicale M- uretrale

Attualmente viene utilizzata per la riduzione dei calcoli situati nel rene e nell'uretere superiore e nelle calcolosi biliari.
Il successo del metodo ESWL dipende dalla efficacia del litotritore oltre che dalle dimensioni, localizzazione, composizione (durezza) dei calcoli.
Sono inoltre rilevanti:
- le condizioni ed habitus del paziente
- la buona pratica clinica, esperienza e capacità dell'operatore.

Nell'evoluzione tecnologica dei litotritori si è passati dai primi, con il paziente immerso in una vasca d'acqua ed una sorgente elettroidraulica dell'onda d'urto, a quelli con sorgente elettromagnetica o piezoelettrica, accoppiata al paziente attraverso un “cuscino”, una piccola sacca piena di acqua. Le nuove tecnologie oltre a ridurre le dimensioni degli apparati, consentono pratiche endoscopiche sullo stesso piano operatorio.
Controintuitivamente l'efficacia misurata in riduzione dei calcoli (stone free) era maggiore con litotritori di prima generazione, come il Dornier HM3, non più in produzione, rispetto ai litotritori più moderni ed avanzati. 
La cosa può essere spiegata dalla minor focalizzazione, con conseguente maggior volume dove si concentra la pressione acustica all'interno del corpo, ma anche con una maggiore incidenza del dolore, di reazioni avverse ed altre complicanze.
Varie linee guida per il trattamento delle calcolosi delle vie urinarie indicano la ESWL come trattamento di prima scelta in funzione della dimensione, composizione e posizione dei calcoli.
Con il miglioramento delle tecniche di litotrissia intracorporea, in particolare quelle ureteroscopiche, e la riduzione delle possibili complicanze, le tecniche mini-invasive possono essere preferite all'ESWL nei casi in cui l'efficacia, intesa come percentuale di esiti stone free al primo trattamento dell'ureteroscopia risulta superiore a quella dell'ESWL.
L'efficacia della ESWL è inversamente proporzionale alle dimensioni dei calcoli e possono essere necessari più trattamenti o la combinazione con trattamenti endoscopici per la completa rimozione dei calcoli. 
La ESWL rappresenta la prima opzione terapeutica in alcune calcolosi delle vie urinarie; in particolare in quella pielica ed in quella caliciale (escluso il calice inferiore) fino a 2 cm di diametro ed in quella dell'uretere lombare (superiore) fino ad 1 cm di diametro.
Anche nel calice inferiore per calcoli con diametro < 1 cm si può procedere con la ESWL.
La ESWL non è raccomandata in monoterapia, come trattamento della calcolosi a stampo completa o di grandi dimensioni.
La ESWL non è indicata per calcoli particolarmente duri: calcolosi cistinica, calcoli di brushite o di ossalato di calcio monoidrato.

## Controindicazioni
Riducendosi, con le nuove apparecchiature la necessità di anestetizzare il paziente si sono ridotte anche le controindicazioni generali all'utilizzo di una metodica che ha avuto una enorme diffusione proprio per la sua natura non invasiva o minimamente invasiva.
Alcune linee guida per il trattamento delle calcolosi delle vie urinarie specificano comunque le seguenti controindicazioni generali:
- gravidanza,
- infezioni incontrollate del tratto urinario,
- ostruzioni anatomiche o funzionali di tratti distali al calcolo,
- obesità o scoliosi grave,
- aneurisma aortico o prossimale al calcolo,
- diatesi emorragica.

## Complicanze
La ESWL non è gravata da complicanze di particolare gravità
Il rischio di complicanze è proporzionale alle dimensioni dei calcoli.
Le più comuni sono:
- ematuria,
- ematoma renale o perirenale,
- impilamento, noto con l'espressione in tedesco steinstrasse, cioè:”strada dei sassi”,
- infezione delle vie urinarie,
- insufficienza renale (reversibile o irreversibile)

Sono state inoltre segnalate complicanze a livello gastrointestinale: pancreatite, coliche biliari, ematoma epatico, erosioni della mucosa ed ematomi sottomucosi del colon.
È possibile distinguere tra effetti collaterali dovuti alla frammentazione del calcolo e quelli riferibili al passaggio delle onde d’urto nei tessuti molli.
L’eliminazione dei frammenti può essere accompagnata da coliche.
L’incidenza della ostruzione della via escretrice causata dai frammenti è direttamente correlata alla massa di particelle da eliminare. 
L’impilamento di polvere e frammenti nell’uretere malgrado si risolva spesso spontaneamente, in vari casi richiede delle manovre ausiliarie che prevedono, con varia frequenza, una nefrostomia per cutanea o uno stent, manovre endoscopiche fino all’ureterorenoscopia e ulteriori trattamenti ESWL sull’impilamento. 
Il passaggio delle onde d’urto nel rene può provocare dei microtraumi a carico del parenchima renale ai quali, in gran parte può essere attribuita l’ematuria che compare nelle prime ore dal trattamento. 
La complicanza più severa della litotrissia exracorporea è l’ematoma renale. 
Solo occasionalmente sono state descritte emotrasfusioni o nefrectomie.

## Modalità d'esecuzione
Il trattamento ESWL può essere eseguito in regime ambulatoriale o in Day Hospital. Raramente è necessaria l'ospedalizzazione. Una volta posizionato il paziente sul piano operatorio, inizia la fase di puntamento, ossia della localizzazione e messa a fuoco del calcolo, individuato in fluoroscopia o con indagine ecografica. Una volta identificato e eseguito il puntamento del calcolo, inizia la fase successiva, ossia l'accoppiamento della sorgente delle onde d'urto con il corpo del paziente. La sonda per litotrissia, di varie dimensioni e forme a seconda del litotritore, viene appoggiata al fianco o all'addome del paziente, a seconda della localizzazione del calcolo, con l'interposizione di acqua o di un gel che aiutano a trasmettere le onde d'urto.
Nel trattamento si creano degli impulsi acustici, distintamente udibili, con un tono ed intensità che dipende dal tipo di litotritore. La frequenza con cui si ripetono gli impulsi è dell'ordine di un impulso al secondo e dipende dai parametri impostati per il litotritore e per il tipo di calcolo da trattare.
Normalmente si inizia con potenze ridotte per far abituare il paziente al suono e alla percezione dei colpi nel punto di entrata delle onde d'urto. La potenza viene gradualmente aumentata fino a raggiungere i valori di pressione acustica necessari per la frammentazione del calcolo. Il trattamento, che dura in media 45 minuti, è normalmente ben tollerato e non richiede né una sedazione né una analgesia se non in casi di particolare fastidio per dolori viscerali o nel punto di ingresso nell'area di contatto tra la sonda ed il corpo. 
Nelle ore e nei giorni successivi il paziente può vedere le urine rosse. Questo fenomeno dura di solito da 1 a 3 giorni e si attenua gradualmente. Un'altra possibile manifestazione è la colica renale, dovuta alla espulsione dei calcoli frantumati.